# Richard Sapper
Richard Sapper (* 30. Mai 1932 in München; † 31. Dezember 2015 in Mailand) war ein in Mailand lebender deutscher Industriedesigner und Professor.
Er gilt als einer der wichtigsten Designer seiner Generation. Die Gestaltung der von ihm entworfenen Produkte zeichnet sich durch eine Synthese aus Innovationen und klarer Formensprache aus und ist oft humorvoll und überraschend. Sapper ist mit zahlreichen internationalen Auszeichnungen geehrt worden, unter anderem erhielt er elf Mal den renommierten Compasso d’Oro und den Lucky Strike Designer Award der Raymond Loewy Foundation. Die von ihm gestalteten Produkte sind in den permanenten Sammlungen vieler Museen weltweit vertreten, wie des Museum of Modern Art (MoMA) in New York und des Londoner Victoria and Albert Museum.

## Leben
Richard Sapper stammte aus einer schwäbischen Fabrikanten- und Forscherdynastie und wuchs in Stuttgart auf. Er war ein Sohn des in Guatemala aufgewachsenen, gleichnamigen Jugendbuchillustrators Richard Sapper (1891–1964); sein Großvater Richard August Sapper (1862–1912) hatte ab 1887 mit weiteren Familienangehörigen in Guatemala ein Kaffeeimperium aufgebaut und war einige Jahre vor dem Ersten Weltkrieg mit seinen Söhnen nach Deutschland zurückgekehrt.

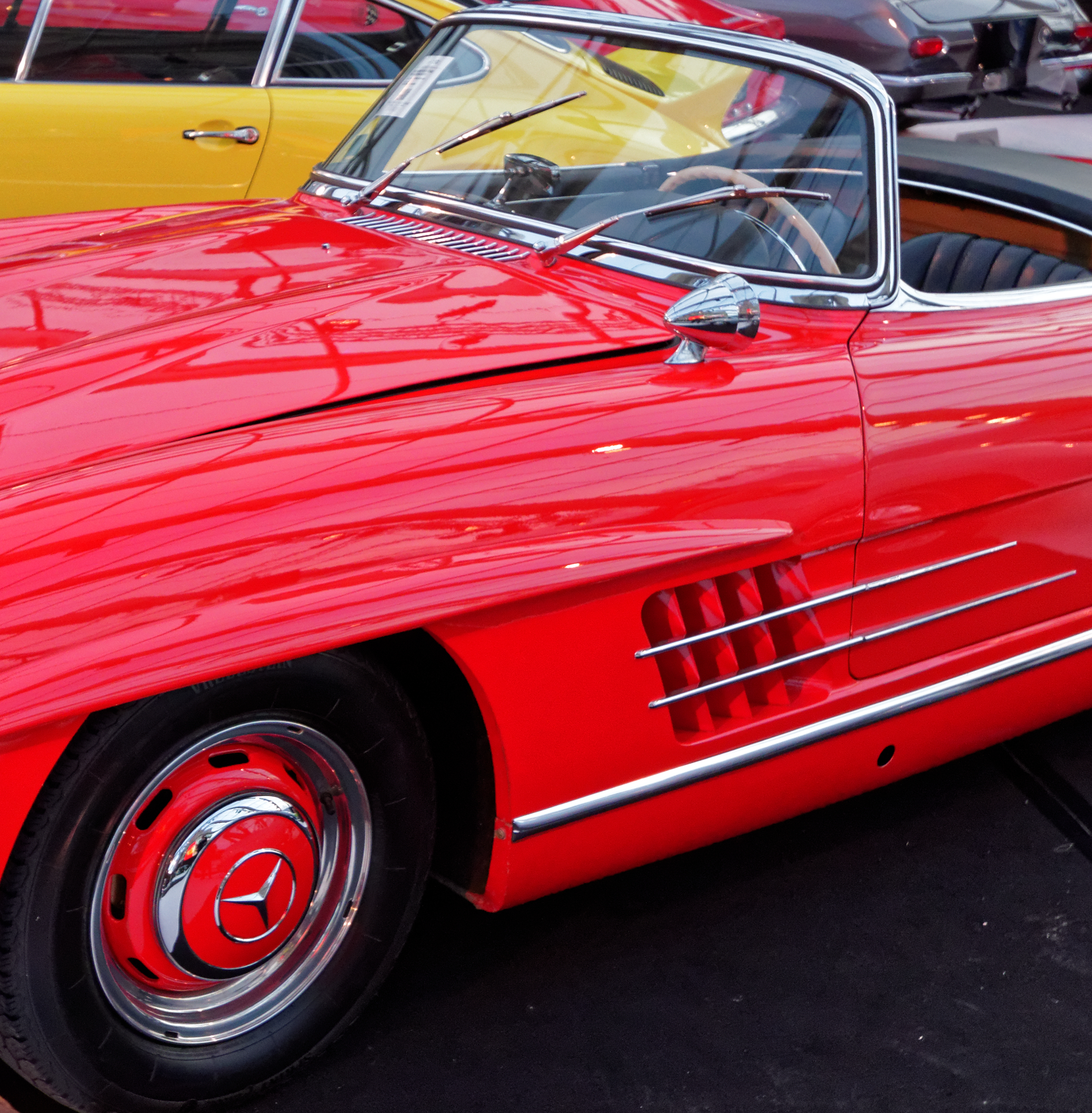
„Talbot-Spiegel“ an einem Mercedes 300 SL

Nach dem Abschluss seines Studiums im Jahr 1956 sammelte Sapper erste Erfahrungen als Designer in der Styling-Abteilung von Mercedes-Benz.  In dieser Zeit entstand der Außenspiegel für den Mercedes 300 SL, der von der Firma Talbot in Berlin hergestellt wurde. Schon 1958 zog er nach Mailand, wo er anfänglich im Büro des Architekten Gio Ponti arbeitete und anschließend für die Designabteilung des renommierten Kaufhauses La Rinascente, das damals eigene Produkte herstellte. 1959 begann Sapper seine langjährige Zusammenarbeit mit dem italienischen Architekten und Designer Marco Zanuso (1916–2001), die bis 1977 währte. Ab 1959 wirkten Sapper und Zanuso als Berater für Brionvega, ein italienisches Elektrounternehmen, das als Hersteller von Radios und Fernsehgeräten eine unverwechselbarer Gestaltung seiner Geräte etablierte, um gegen die Konkurrenz aus Japan und Deutschland bestehen zu können. Gemeinsam entwarfen Sapper und Zanuso eine Reihe von Geräten, die zu Designikonen geworden sind. Zugleich standen diese Geräte am Beginn einer Entwicklung zu kleinen, beweglichen Apparaten, die nicht mehr nur Wohnräumen, sondern überall genutzt werden können. Unter den bedeutendsten Entwürfen zählen der gerundete, kompakte und tragbare Doney 14 (1962), der erste Fernseher, der nur mit Transistoren funktionierte, sowie das Radio TS502 (1965), ein würfelförmiges Gerät mit Scharnier, das beim Öffnen Lautsprecher und Kontrollknöpfe enthüllt. Der plastische Minimalismus der beiden Designer wird in dem Entwurf für das kompakte Falttelefon Grillo deutlich, das sie für Siemens und Italtel 1965 schufen. Grillo war das erste Telefon mit einer aufklappbaren Sprechmuschel und wurde damit zum Vorläufer des Clamshell-Designs der Klapphandys. 1964 entwarfen Sapper und Zanuso den K1340 für Kartell, einen sehr leichten und stapelbaren Kinderstuhl und zugleich den ersten Stuhl, der vollständig aus Kunststoff hergestellt wurde.
Zu Beginn seiner Selbstständigkeit 1959 entwarf Sapper die Static-Tischuhr für Lorenz, die ihm den ersten Compasso d’Oro einbrachte und noch heute in Produktion ist.

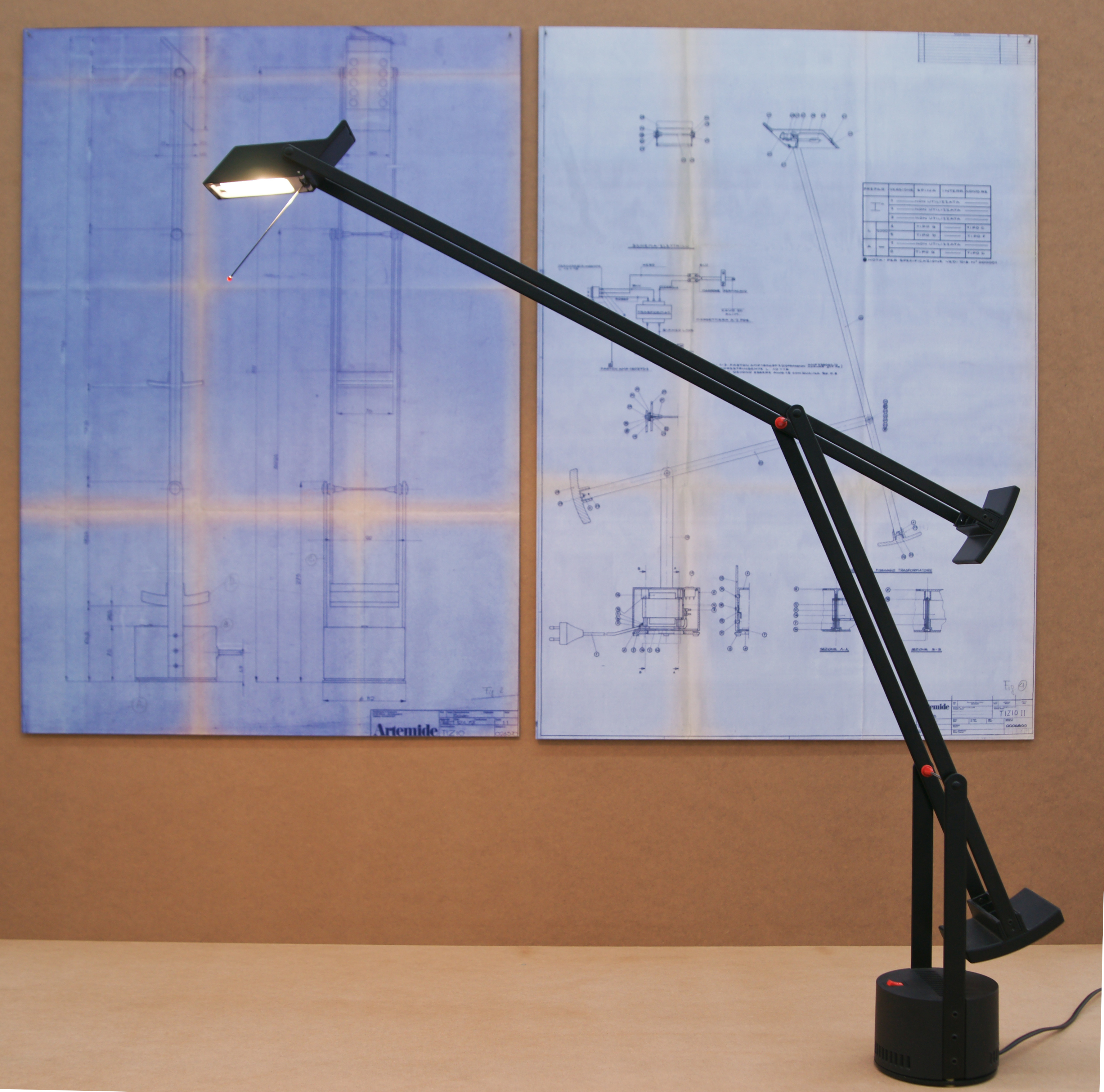
Eine Besonderheit der Schreibtischlampe Tizio sind die als elektrische Leiter genutzten Metallstreben des Gestells, die so eine Verkabelung ersetzen. Außerdem kann durch die Gegengewichte die Lampe in einer beliebigen Position eingestellt werden, ein Gewichtsausgleich durch z. B. Zugfedern wie bei anderen Schreibtischleuchten wird damit überflüssig.

1972 entwarf Sapper für den Leuchtenhersteller Artemide die Schreibtischleuchte Tizio. Als eine der ersten Niedervolt-Halogenleuchten, kam sie ohne Verkabelung aus, da der für den Betrieb nötige Strom durch die Arme des Gestells geleitet wird. Die Tizio ist zu einem der bekanntesten Kultobjekte geworden und bleibt eine der meistverkauften Leuchten, die je produziert wurde. Zusätzlich wurde die Leuchte mehrfach für ihr Design ausgezeichnet und unter anderem in die Sammlungen der New Yorker Museen Metropolitan Museum of Art und Museum of Modern Art aufgenommen.
Sapper schuf auch weitere Design-Klassiker, zum Beispiel eine Stoppuhr-Serie für Heuer 1976, die Sapper Chair-Bürostühle für Walter Knoll 1979 und den Klappstuhl Nena für B&B Italia 1984.
1978 beauftragte Alessi Sapper das erste Produkt einer langen Serie zu gestalten, die Espressomaschine 9090. Es folgten der Wasserkessel Bollitore mit doppeltöniger Pfeife 1984, 1990 die Teekanne Bandung, die Espressomaschine Coban 1997, die Käsereibe Todo 2006 und viele andere. Die Cintura di Orione-Kochtopf-Serie für Alessi wurde 1986 und 2009 in Zusammenarbeit mit Küchenchefs wie Roger Vergé, Pierre und Michel Troisgros und Alain Chapel konzipiert.
1980 wurde Sapper leitender Berater für Industriedesign bei IBM und begann mit der Gestaltung zahlreicher Laptops, darunter den ersten ThinkPad (700C) 1992. Sapper brach mit der Tradition perlgrauer Maschinen, die das Unternehmen zuvor bevorzugte. Stattdessen entwarf er inspiriert von den Proportionen einer klassischen Zigarrenschachtel eine einfache und elegante schwarze rechteckige Box. Ein kleiner roter Knopf in der Tastatur, der TrackPoint, dient zur Cursorsteuerung. Sapper war noch 2008 Designberater für die Marke ThinkPad von Lenovo, die 2005 den PC-Geschäftsbereich von IBM erworben hatten.
Im Laufe seiner Karriere hat Sapper großes Interesse für Transportprobleme gezeigt. Er hat mit Fiat S.p.A. an experimentellen Autos gearbeitet, vor allem an der Entwicklung pneumatischer Stoßstangen, und mit Pirelli an der Entwicklung pneumatischer Strukturen. 1972 gründete er mit der Architektin Gae Aulenti eine Arbeitsgruppe für die Studie neuer Stadtverkehrssysteme. Dieses Thema entwickelte er im Rahmen einer Ausstellung an der XVI Triennale in Mailand 1979 weiter. Dort stellte er ein Projekt für einen Bus für FIAT vor, der Fahrgästen das Stauen von Fahrrädern in einem Spezialständer ermöglichte. Ein Markstein dieser Arbeiten war die Gestaltung des Zoombike. Dieses ultraleichte Fahrrad wurde mit aus dem Flugzeugbau bekannten Technologien versehen und ließ sich wie ein Regenschirm falten, um es in einem Kofferraum verstauen zu können.
Zu Sappers Kunden gehörten die Unternehmen Alessi, Artemide, B&B Italia, Castelli, Heuer, IBM, Kartell, Knoll, Lenovo, Lorenz, Magis, Molteni Unifor und Pirelli.
Er verstarb im Alter von 83 Jahren am 31. Dezember 2015 in Mailand. Die Beerdigung fand am 5. Januar 2016 in der evangelischen Kirche in der lombardischen Hauptstadt statt. Er wurde auf dem Friedhof in Musso, einem Ferienort am Comer See, in einem einfachen Grab beigesetzt.

### Lehrtätigkeit
Sapper hatte von 1986 bis 1998 die Professur für Industriedesign an der Kunstakademie Stuttgart inne. Er wurde 1986 als hauptamtlicher Professor zur Leitung der „innerhalb des Diplom-Studiengangs Produktgestaltung neugebildeten Klasse für Industrie-Design“ berufen.
1985/1986 war er Gastdozent an der Yale University, 1986 an der Universität für angewandte Kunst Wien. Außerdem lehrte er in den 1990er Jahren an der Universität von Peking, dem Royal College of Art in London, der Domus Academy in Mailand und der Universität von Buenos Aires.
Zu seinem Unterricht an der Stuttgarter Akademie sagte Sapper 1995:
„Um den Studierenden einen Einblick in die ungeheure Spannweite dessen zu geben, was man unter einem Industrieprodukt verstehen kann, werden von Semester zu Semester völlig verschiedene Aufgaben gestellt, die jedesmal ein neues Abenteuer garantieren. Die Studierenden versuchen, von einem Hirngespinst über Skizzen, Nachforschungen, Diskussionen, Änderungen, Vormodellen, Korrekturen, Fehlschlägen, totalen Neuanfängen, bis zum Ende des Semesters zu einem handfesten Objekt zu kommen, das man benutzen oder industriell fertigen kann. Der eigentliche Wert dieser Arbeit kann nicht am Ergebnis gemessen werden, sondern im Einblick in den Prozeß schöpferischer Entwicklung, den jeder Studierende für sich erarbeitet und bei jeder neuen Aufgabe dazugewinnt.
Die Unterrichtsmethode in unserer Abteilung – eine Mischung von Vortrag, Befragung, Diskussion, Zeichnung und Erläuterung, Beispiel und Provokation – soll die Studierenden dazu erziehen, sowohl die Möglichkeiten als auch ihre Grenzen selbst zu erkennen, sie soll ihnen Mut machen und gleichzeitig ihre Fähigkeit zur Selbstkritik wecken.
Das ist nur im engen Zusammenspiel zwischen Dozent, Assistent und Studierenden realisierbar, in einer vertrauensvollen und aufgeschlossenen Atmosphäre der Zusammenarbeit sowohl innerhalb der Klassengemeinschaft als auch zwischen den Mitgliedern des Lehrkörpers und den Studierenden.“

## Werk (Auswahl)

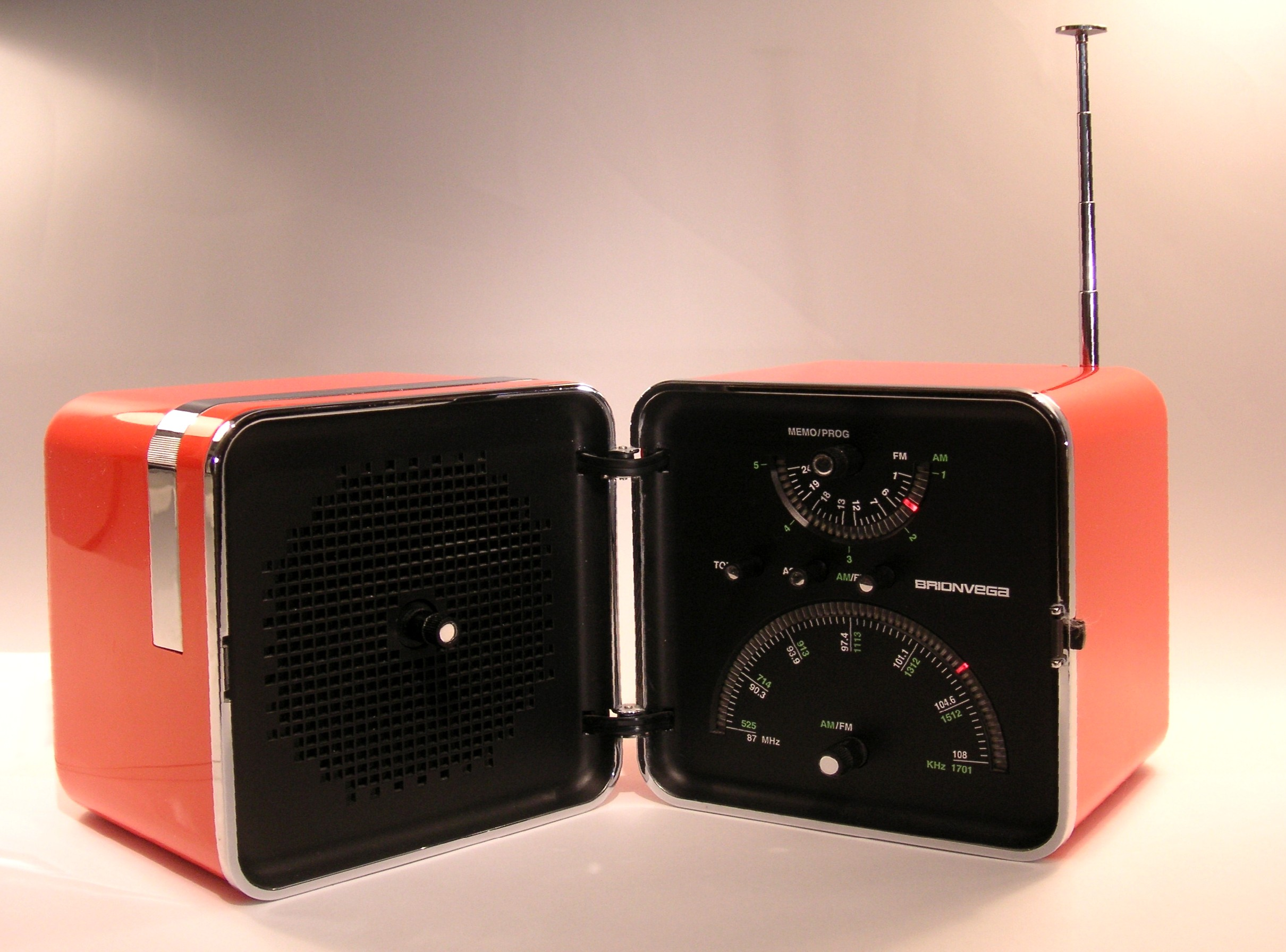
Klappradio für Brionvega, hier das Retromodell TS 522 von 2004

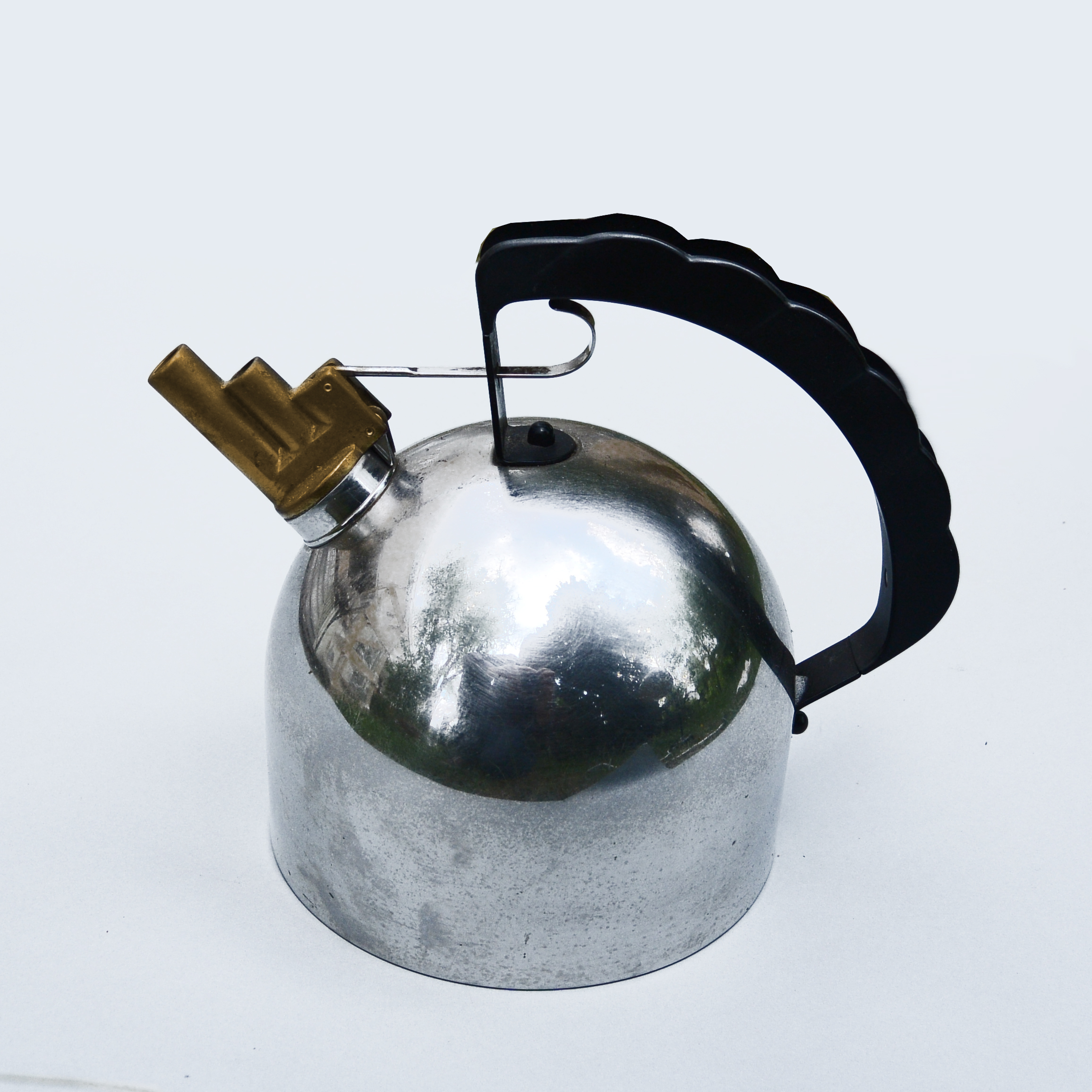
Flötenkessel 9091 (Bollitore) für Alessi, 1983

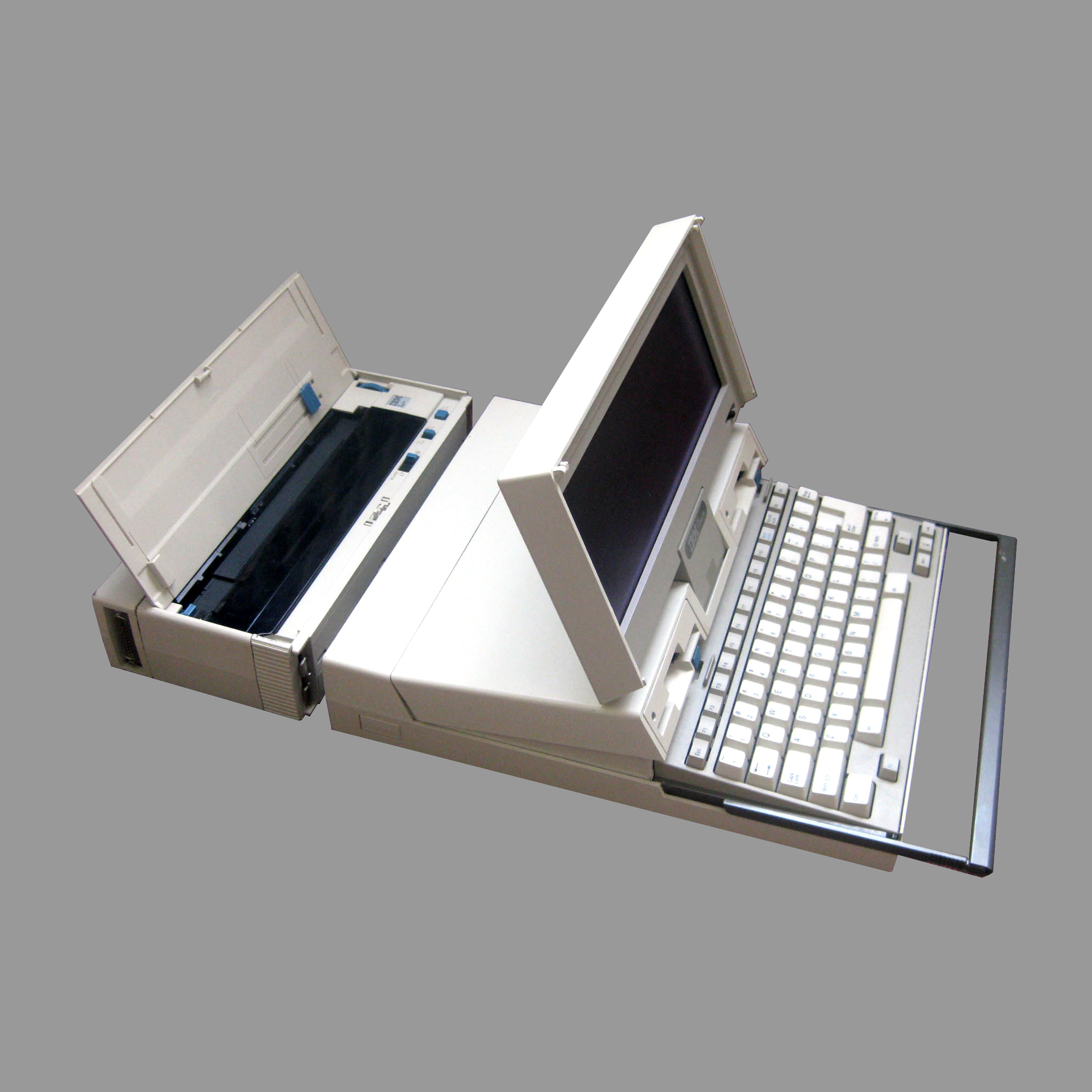
Notebook 5140 für IBM, 1985

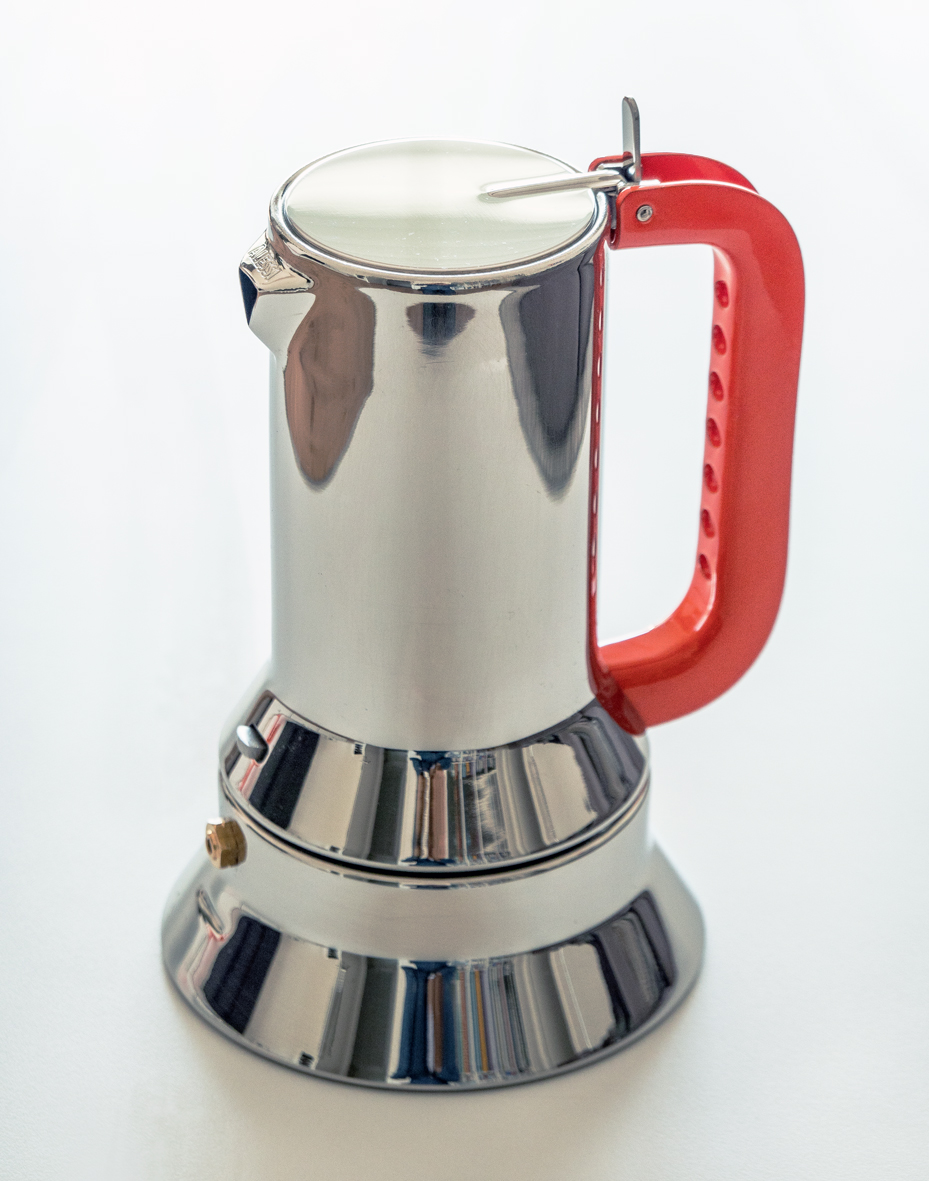
Espressomaschine 9090 für Alessi von 1979

- 1956 – „Talbot-Spiegel“ ursprünglich für Mercedes 300 SL, später allgemein als Zubehör erhältlich[19][20]
- 1960 – Tischuhr Static für Lorenz (ausgezeichnet mit: Compasso d’Oro)
- 1962 – Fernseher Doney für Brionvega (ausgezeichnet mit: Compasso d’Oro)
- 1963 – Kunststoffstuhl K-1340 für Kartell (mit Marco Zanuso) (ausgezeichnet mit: Compasso d’Oro)
- 1963 – Stuhl Lambda für Gavina
- 1964 – Klappbares Kunststoffradio TS 502 für Brionvega (mit Marco Zanuso)[21]
- 1964 – Sessel Woodline für Arflex (ebenfalls zusammen mit Marco Zanuso[21])
- 1966 – Klappbares Telefon Grillo für Siemens (ausgezeichnet mit: Compasso d’Oro)
- 1965 – Fernseher Algol für Brionvega[22]
- 1969 – Fernseher Black 12 für Brionvega
- 1971 – Radio Match für Telefunken
- 1972 – Halogenleuchte Tizio für Artemide (ausgezeichnet mit: Compasso d’Oro, iF Product Design Award)
- 1973 – Bücherregal Genia für B&B Italia
- 1974 – Kurzzeitwecker Minitimer für Italora
- 1975 – Deckenleuchte Aretusa für Artemide
- 1975 – Tischuhr Tantalo für Artemide
- 1978 – Stoppuhr Microsplit für Heuer
- 1979 – Espressomaschine 9090 für Alessi (ausgezeichnet: Compasso d’Oro (1979), Design Plus (1983))
- 1979 – Bürostuhlserie Sapper Collection für Knoll International (ausgezeichnet mit: Bundespreis Die gute Form)
- 1982 – Kaffee- und Teeservice für Alessi
- 1983 – Flötenkessel 9091 (Bollitore) für Alessi
- 1984 – Armstuhl Nena für B&B Italia
- 1985 – Laptop 5140 für IBM (ausgezeichnet mit: Die gute Industrieform IF Award)
- 1986 – Schreibtischsystem From 9 to 5 für Castelli (ausgezeichnet mit: Compasso d’Oro)
- 1987 – Kochgeschirr La Cintura di Orione für Alessi
- 1987 – Armbanduhr Uri-Uri für Alessi
- 1988 – Büroleuchtensystem Argo für Artemide (ausgezeichnet mit: Die gute Industrieform IF Award)
- 1988 – Bürostuhlserie System 26 für Comforto
- 1989 – Sekretär Secretaire für Molteni Unifor (ausgezeichnet mit: Die gute Industrieform IF Award)
- 1991 – Kraftfahrzeug Axelsystem für Hurth-Axle (ausgezeichnet mit: Compasso d’Oro)
- 1991 – Leuchte Astarte für Artemide
- 1992 – Laptop Thinkpad 700 C für IBM
- 1992 – Teekanne Bandung für Alessi
- 1995 – Tafelbesteck RS01 für Alessi
- 1995 – Stapelbare Tabletts RS02 für Alessi
- 1996 – Laptop ThinkPad 701 für IBM (ausgezeichnet mit: Die gute Industrieform IF Award)
- 1996 – Hängeleuchte Kyron für Artemide
- 1997 – Kaffeemaschine Cobàn für Alessi (ausgezeichnet mit: Compasso d’Oro, Die gute Industrieform IF Award)
- 1998 – Stapelstuhl Aida für Magis
- 1998 – Büroleuchtensystem Orbiter für Siemens – Siteco
- 1999 – Türklinke Laser für Olivari
- 2000 – Computer Netvista X40 für IBM (ausgezeichnet mit: International Design Excellence Award)
- 2000 – Klappbares Fahrrad Zoombike für Elettromontaggi (ausgezeichnet mit: Compasso d’Oro)
- 2001 – Computer Netvista X41 für IBM (ausgezeichnet mit: International Design Excellence Award)
- 2001 – Klappbarer Tisch Aida für Magis
- 2002 – Espressotasse RS07 für Alessi
- 2002 – Computer 1560 für IBM
- 2003 – Kugelschreiber Dialog 1 für Lamy
- 2003 – Schranksystem Meta für Robots
- 2004 – Käsereibe Todo für Alessi
- 2005 – LED-Leuchte Halley für Lucesco (ausgezeichnet: NeoCon Gold Award)
- 2006 – Espresso Kaffeemaschine ARS09 für Alessi
- 2007 – Laptop ThinkPad Reserve Edition für Lenovo
- 2007 – Stapelstuhl Tosca für Magis
- 2008 – Küchenmesser und Ständer La Cintura di Orione für Alessi
- 2009 – Steakmesser und Ständer La Cintura di Orione für Alessi
- 2010 – Computermonitorenarmsystem Sapper Collection für Knoll
- 2012 – Pfeffermühle Tonga für Alessi
- 2012 – Computermonitorenarmsystem XYZ für Knoll
- 2013 – Laptop ThinkPad X1 Carbon für Lenovo

## Ehrungen und Auszeichnungen
Richard Sappers Entwürfe wurden mit zahlreichen international bedeutenden Preisen ausgezeichnet. So erhielt er mehrfach den italienischen Designpreis Compasso d’Oro (Goldener Zirkel) und den deutschen iF Product Design Award, zweimal den deutschen Preis Gute Form (1969 und 1983), zwei Goldmedaillen der Biennale für Industriedesign in Ljubljana (1973 und 1979) sowie 1992 den Lucky Strike Designer Award der Raymond-Loewy-Stiftung. Seit 2001 war er Mitglied der Akademie der Künste Berlin. 2005 verlieh ihm die Zeitschrift Architektur & Wohnen den Titel „Designer des Jahres 2005“.
2009 wurde Sapper vom Rat für Formgebung im Rahmen des Designpreises der Bundesrepublik Deutschland als „Gestalter-Persönlichkeit“ ausgezeichnet. 2010 wurde er Ehrendoktor an der University of North Carolina, 2012 erhielt er den Verdienstorden der Bundesrepublik Deutschland im Rang Verdienstkreuz 1. Klasse.
Sapper war Honorary Fellow der britischen Royal Society of Arts.
Das New Yorker Museum of Modern Art (MoMA) sowie das Philadelphia Museum of Art würdigen Sapper mit der Aufnahme einiger seiner Entwürfe in ihre ständige Ausstellung.

### Artikel über Richard Sapper
- „Man muss sich auf seinen Instinkt verlassen!“ – Interview mit Richard Sapper auf den Seiten des Goethe-Instituts
- Biografie und Werkverzeichnis im Designlexikon International
- Der Form einen Sinn geben – Richard Sapper und seine Design-Klassiker – Artikel auf den Seiten des ORF
- Interview mit Richard Sapper zum 75. Geburtstag
- www.richardsapperdesign.com

### Produktfotos
- Virtual Design Museum (TU Delft)
- Museum of Modern Art (MoMA)
- ARCHITONIC
- Halogenleuchte Tizio

| Personendaten    | Personendaten                            |
| ---------------- | ---------------------------------------- |
| NAME             | Sapper, Richard                          |
| KURZBESCHREIBUNG | deutscher Industrie- und Produktdesigner |
| GEBURTSDATUM     | 30. Mai 1932                             |
| GEBURTSORT       | München                                  |
| STERBEDATUM      | 31. Dezember 2015                        |
| STERBEORT        | Mailand                                  |